# Annalong
Annalong (Áth na Long in gaelico irlandese) è un villaggio dell'Irlanda del Nord, situato nella contea di Down.